# Список послов СССР и России в Боливии
В статье представлен список послов СССР и России в Боливии.

## Хронология дипломатических отношений
- 18 апреля 1945 г. — установлены дипломатические отношения. Дипломатические представительства не созданы.
- 13 ноября — 3 декабря 1969 г. — достигнута договорённость о нормализации дипломатических отношений и учреждении посольств.

## Список послов
| СССР                              |                                |           |                  |  |
| 26 марта 1970 — 24 июля 1975      | Алексей Флорианович Щербачевич | 1913—2007 | 8 апреля 1970    |  |
| 24 июля 1975 — 10 апреля 1981     | Борис Александрович Казанцев   | 1917—2007 | 10 сентября 1975 |  |
| 10 апреля 1981 — 31 июля 1983     | Сергей Иванович Ковалёв        | 1930—1983 | 12 мая 1981      |  |
| 10 октября 1983 — 25 мая 1987     | Аркадий Михайлович Глухов      | 1925—2016 | 29 декабря 1983  |  |
| 25 мая 1987 — 18 марта 1991       | Тахир Бяшимович Дурдыев        | 1937—     |                  |  |
| 18 марта 1991 — 25 декабря 1991   | Владимир Иванович Киселёв      | 1935—2017 |                  |  |
| Российская Федерация              |                                |           |                  |  |
| 25 декабря 1991 — 31 января 1995  | Владимир Иванович Киселёв      | 1935—2017 |                  |  |
| 31 января 1995 — 30 июня 1998     | Юрий Юрьевич Носенко           | 1937—2018 |                  |  |
| 30 июня 1998 — 11 июля 2003       | Геннадий Васильевич Сизов      | 1941—2021 |                  |  |
| 11 июля 2003 — 23 апреля 2008     | Владимир Леонидович Куликов    | 1943—     |                  |  |
| 23 апреля 2008 — 15 февраля 2012  | Леонид Евгеньевич Голубев      | 1947—     |                  |  |
| 15 февраля 2012 — 26 июля 2017    | Алексей Андреевич Сазонов      | 1953—     |                  |  |
| 26 июля 2017 — 10 декабря 2020    | Владимир Иванович Спринчан     | 1957—     |                  |  |
| 10 декабря 2020 — 15 августа 2024 | Михаил Николаевич Леденёв      | 1962—     | 19 апреля 2021   |  |
| 15 августа 2024 — настоящее время | Дмитрий Юрьевич Верченко       | 1969—     | 21 октября 2024  |  |